# Kin Hubbard
Kin Hubbard, pseudônimo de Frank McKinney Hubbard (1 de setembro de 1868, Bellefontaine, Ohio, Estados Unidos — 26 de dezembro de 1930, Indianapolis, Indiana, Estados Unidos), humorista e jornalista estadunidense.